# نیترازپام
نیترازپام (به انگلیسی: Nitrazepam) که با نام تجاری موگادون(Mogadon) در خارج از ایران و زیپکس(Zipex) ساخت شرکت داروسازی ابوریحان در ایران فروخته می‌شود، یک داروی آرام بخش-خواب‌آور از دسته بنزودیازپین‌ها است که برای تسکین کوتاه‌مدت اضطراب و بی‌خوابی شدید و تشویش‌های ناتوان‌کننده استفاده می‌شود. مانند سایر بنزودیازپین‌ها دارای خواص آرام‌بخش (هیپنوتیزمیک)، و همچنین اثرات فراموشی آنتروگراد (القاکننده فراموشی)، ضد تشنج و شل‌کننده عضلات اسکلتی است. این دارو با دوزهای ۵ و ۱۰ میلی‌گرمی موجود است. نیترازپام تنها در حملات تشنجی میوکلینیک استفاده می‌گردد. نیترازپام فقط به صورت قرص و دهانی در دسترس است. ۵ میلی‌گرم نیترازپام معادل ۵ میلی‌گرم دیازپام است و این دو دارو از حیث قدرتمندی یکسانند.
رده درمانی: بنزودیازپینها.
اشکال دارویی: قرص

### کاربردها
نیترازپام یکی از مشتقات بنزودیازپین‌ها است که به عنوان ضد تشنج و خواب‌آور استفاده می‌شود. نیترازپام در درمان مشکلات کوتاه مدت خواب (بی‌خوابی) مانند سخت به خواب رفتن، بیدار شدن‌های متعدد در طول شب، بیدار شدن زود هنگام صبح و همچنین درمان حملات تشنجی میوکلینیک (مخصوصاً در اسپاسم‌های اطفال) استفاده می‌شود. زیپکس تنها برند ایرانی داروی نیترازپام می‌باشد که توسط شرکت داروسازی ابوریحان تولید می‌شود.

### مکانیسم
مانند سایر بنزودیازپین‌ها به عنوان آگونیستهای گیرنده بنزودیازپین اثر کرده و باعث تسهیل ورود یا افزایش عمل گاما آمینوبوتیریک اسید شده و ورود یون کلر را به سلول‌ها افزایش می‌دهد. گیرنده گابا آمینوبوتیریک اسید یکپنتامر است که از دو زیرواحد آلفا، دو زیرواحد بتا و یک زیرواحد گاما تشکیل شده‌است.

### مقدار و روش مصرف
قبل از شروع درمان با داروی نیترازپام بروشور دارویی داخل بسته را به دقت مطالعه کنید. این بروشور به شما کمک می‌کند تا اطلاعات جامعی را راجع به دارو به دست آورده و از عوارض جانبی احتمالی آن مطلع شوید. همچنین اگر در رابطه با مصرف آن با سؤالاتی روبرو هستید با پزشک خود مشورت نمایید. دوز و مقدار داروی نیترازپام از فردی به فرد دیگر متفاوت است؛ لذا دارو را دقیقاً همان‌طور که پزشک برایتان تجویز کرده‌است، استفاده نمایید. و از کم یا زیاد کردن خودسرانه مقدار و مدت زمان مصرف اجتناب نمایید. در صورتی که پس از چند هفته، اثربخشی داروی نیترازپام کاهش یافت، با پزشک مشورت نمایید و از افزایش خودسرانه مقدار مصرف خودداری نمایید.
از قطع مصرف خودسرانه و ناگهانی این دارو بپرهیزید زیرا به منظور کاهش احتمال بروز عوارض قطع مصرف دارو، مصرف این دارو باید به تدریج قطع شود.

### موارد منع مصرف
به تاریخ انقضای داروی نیترازپام توجه کنید و اگر دارویی که در دستتان است تاریخ انقضای آن تمام شده‌است، از مصرف آن اکیداً خودداری کنید. هرگز داروی نیترازپام را برای فرد دیگری حتی با علائم مشابه خودتان تجویز نکنید.
چنانچه شرایط یا بیماری روحی-روانی دارید، قبل از انتخاب به مصرف این دارو حتماً با یک روان‌پزشک مجرب مشورت کنید. به ویژه اگر شرایطی را که در ادامه آمده‌است دارید: حساسیت به این دارو یا دیگر داروها و مواد شیمیایی، بارداری یا قصد باردار شدن، شیردهی، مشکلات خلقی یا روانی (مانند روانپریشی، افسردگی، وسواس، ترس و اختلال شخصیت)، مشکلات تنفسی (مانند آسم یا بیماری انسداد مزمن ریوی)، مشکلات کبدی، مشکلات کلیوی گلوکوم حاد با زاویه بسته یا استعداد ابتلا به آن، پورفیری
میاستنی گراویس، اعتیاد دارویی یا الکلی و…

### هشدار
- مصرف طولانی مدت مخصوصاً با مقادیر زیاد داروی نیترازپام ممکن است به احتمال بسیار زیاد سبب بروز وابستگی‌های روانی و جسمی (اعتیاد) شود. از این بابت حتماً مراقب باشید. *علاوه بر این، این دارو اغلب شما را بی‌حال، گیج یا خواب‌آلود می‌کند، لذا قبل از رانندگی و کار با ماشین آلات از هوشیاری خود مطمئن شوید.
- در مدت درمان با این دارو از مصرف الکل بپرهیزید.
- در مدت درمان با این دارو از مصرف زیاد قهوه یا چای خودداری کنید.[۶]

### تداخلات دارویی
تداخلات دارویی ممکن است عملکرد و تأثیر داروها را تغییر دهد یا باعث افزایش ریسک بروز عوارض جانبی آنها شود؛ بنابراین برای مصرف این دارو، لیست تمام داروهایی که مصرف می‌کنید اعم از داروهای تجویزی و غیرتجویزی (گیاهی، مکمل و …) را با روانپزشکتان در میان بگذارید.
از جمله داروهایی که با نیترازپام تداخل دارند، عبارتند از:
داروهای خواب یا ضد اضطراب (مانند آلپرازولام، دیازپام، زولپیدم)، آنتی هیستامین‌ها (مانند ستیریزین، دیفن هیدرامین)، شل کننده‌های عضلانی، داروهای ضد درد و مسکن (مانند هیدروکودون و کدئین)

### عوارض جانبی شایع
همه داروها ممکن است عوارض جانبی ایجاد کنند. اما بسیاری از مصرف‌کنندگان نیز هیچ نوع عارضه‌ای بروز نمی‌دهند. یکسری از عوارض نیز بعد از گذشت مدت کوتاهی از مصرف دارو، از بین می‌روند. از جمله عوارض شایع مصرف این دارو که حداقل بین ۵ تا ۳۰ درصد از افراد آنها را تجربه می‌کنند؛ شامل:: خستگی، تحریک، آرام‌بخشی
کابوس شبانه، ضعف عضلانی، تغییر میل جنسی، عوارض گوارشی (مانند تهوع، استفراغ، سوزش سردل، اسهال، یبوست) و… است. عوارض کمتر شایع که ممکن است حداقل بین ۱ تا ۱۰ درصد افراد را درگیر کند شامل:: گیجی
بی‌خوابی، سایکوز (هذیان و توهم)، عوارض عصبی مداوم
تغییر شخصیت، فراموشی، سردرگمی، اختلال در جهت‌یابی ضربان قلب شدید، تنگی نفس، کاهش فشار خون، تغییر شنوایی یا بینایی است.

## موارد مصرف
نیترازپام یک بنزودیازپین کوتاه اثر بوده و به عنوان خواب‌آور در درمان کوتاه مدت بیخوابی به کار می‌رود. همچنین از این دارو برای درمان صرع میوکلونیک (مخصوصا در اسپاسم‌های اطفال) استفاده می‌شود

## یادآوری مکانیسم اثر
بنزودیازپین‌ها به عنوان آگونیست‌های رسپتور بنزودیازپین اثر کرده وباعث تسهیل ورود یا افزایش عمل GABA شده و ورود یون کلر را به سلول‌ها افزایش می‌دهند.

## عوارض جانبی
عوارض شایع: خواب آلودگی، بی‌حالی، ضعف عضلانی، عدم تعادل
سایر عوارض: سر درد، سرگیجه، افسردگی، اختلال در تکلم، لرزش، اختلال بینایی، احتباس ادرار، بی‌اختیاری در ادرار، عوارض گوارشی، فراموشی.